# Konstantin 1. (Armenien)
 For alternative betydninger, se Konstantin 1.. (Se også artikler, som begynder med Konstantin 1.)
Konstantin 1. (armensk Կոստանդին Ա, græsk Κωνσταντῖνος Α’; død mellem 1099 og 1103 i Vahka) var den anden regent i Det armenske kongedømme Kilikien. Han regerede fra 1095 i Kilikien.

## Levned
Konstantin var den ældste søn af Ruben, grundlæggeren af rubenidernes dynasti. Da hans far på grund af alder trak sig tilbage i 1090 overtog Konstantin regeringen. Allerede samme år erobrede han den strategisk vigtige fæstning Vahka, som efterfølgende blev rubenidernes hovedstad. Efter Rubens død i 1095 blev Konstantin hans efterfølger som borgherre.  
I det første korstog tog Konstantin, som erklæret  armensk kristen, parti for korsfarerne. Under belejringen af Antiokia forsynede han i vinteren 1097/1098 de sultende franker rundhåndet med fødevarer. Af taknemmelighed gav de ham titel af greve . Samtidig udnyttede han efter at Tancred af Tarento havde erobret Tarsus sammenbruddet af det seldsjukiske styre i Kilikien til at udvide sit magtområde længere øst på i Anti-Taurus.
Der er forskellige angivelser af hvornår Konstantin døde. Matthias af Edessa angiver den 25. februar 1099 (eller 24. februar 1100) som dødsdag, mens kong Hethum 2.'s krønike taler om 24. februar 1102 (eller. 23. februar 1103). Ifølge kronografien af Samuel af Ani døde Konstantin i sin fæstning Vahka efter at være blevet ramt af lynet. Som sin far blev han begravet i klosteret ved Kastalon i nærheden Sis.
Med sin hustru, som angiveligt var en efterkommer af den byzantinske feltherre og usurpator Bardas Phokas, fik Konstantin sønnerne Thoros, der efterfulgte ham som konge og Leo. Hans datter Beatrice giftede sig med korsridderen Joscelin 1. af Edessa mens en anden datter angiveligt giftede sig med  Gabriel af Melitene.

## Eksterne kilder
- kongerne af Lillearmenien på Medieval Lands
- Baroniet Kilikisk Armenien af Vahan M. Kurkjian

1. ↑  Navnet er anført på bokmål og stammer fra Wikidata hvor navnet endnu ikke findes på dansk.
2. ↑  Navnet er anført på engelsk og stammer fra Wikidata hvor navnet endnu ikke findes på dansk.
3. ↑  Navnet er anført på engelsk og stammer fra Wikidata hvor navnet endnu ikke findes på dansk.